# Светлота (цвет)

Светлотная шкала ахроматических тонов

Светлота́ (англ. lightness) — качественная характеристика тона, которая определяется способностью поверхности предмета отражать световые лучи. Чем выше такая способность и, соответственно, меньше поглощение света, тем выше светлотность. Чем меньше отражение и больше поглощение, тем ниже светлотная характеристика. Таким образом, светлота — это субъективная яркость воспринимаемой поверхности тела, отнесённая к субъективной яркости аналогично освещённой поверхности, воспринимаемой человеком как белая.
{\displaystyle L={\frac {L_{sec}}{L_{w}}}},
где {\displaystyle L} — светлота, {\displaystyle L_{sec}} — субъективная яркость участка, {\displaystyle L_{w}} — субъективная яркость белого.
В теории и практике изобразительного искусства светлота, наряду с насыщенностью и яркостью — категория колористики, обозначающая качество ахроматического или хроматического тона. В искусстве живописи определяется способностью красочного слоя отражать или поглощать световые лучи. Чем выше такая способность и, соответственно, меньше поглощение света, тем выше светлотность. Чем меньше отражение и больше поглощение, тем ниже светлотная характеристика. В ахроматической (чёрно-белой) шкале тонов эта закономерность проявляется нагляднее всего: от самого светлого — белого тона до глубокого чёрного. Белый цвет означает максимальную отражательную способность, чёрный — наибольшее поглощение света.
На этом основываются эстетические качества и символические значения белого и черного тонов. Светлоту хроматических (цветовых) тонов определить сложнее, и обычно это делают сравнением чёрно-белой и цветовой специально изготовляемой шкалы. Самыми светлыми являются жёлтые и оранжевые тона спектра, красные и зелёные относят к средним, синие и фиолетовые — самые тёмные. Кроме того, каждый цветовой тон может варьироваться по светлоте изменением его насыщенности, то есть прибавлением белого или чёрного. Практически это достигается прибавлением белой или чёрной краски или изменением количества связующего вещества относительно пигмента (в акварельной живописи регулируется количеством воды). Наибольшую светлотную шкалу дают тёмные тона, наименьшую — светлые. С этой закономерностью связано использование художником валёров.
Художник может высветлять или затемнять цветовой тон, но при этом страдает его насыщенность — качество, выражающее чистоту цветового тона, его ясность, свободу от примесей других тонов. Соединение светлоты и насыщенности обозначается термином яркость. В случаях, когда живописец отдаёт преимущественное значение светлотным отношениям и изображению эффектов светотени, к его живописи применяют термин «светопись». Практически качества светлотности и яркости тонов связаны с физическими свойствами красок, определяемых термином «светостойкость». Градации светостойкости красок помечают на упаковках количеством «звёздочек».